# Omalium oxyacanthae
Omalium oxyacanthae är en skalbaggsart som beskrevs av Johann Ludwig Christian Gravenhorst 1806. Omalium oxyacanthae ingår i släktet Omalium, och familjen kortvingar. Arten är reproducerande i Sverige.